# Jairo Vélez
Jairo Vélez Cedeño (El Carmen, Manabí, 21 de abril de 1995) es un futbolista ecuatoriano nacionalizado peruano. Juega como mediocentro ofensivo y su equipo actual es Universitario de Deportes de la Primera División del Perú, en cesión desde Universidad César Vallejo.

## Trayectoria
Jairo Vélez Cedeño empezó su carrera deportiva en 2008, formado en las categorías juveniles de Universidad Católica de Quito. En el 2010 fichó por River Plate de Guayaquil formando parte del plantel profesional que disputó la Serie B de Ecuador.

### Vélez Sarsfield
En 2013 Vélez Cedeño llega a préstamo a Vélez Sarsfield. En el equipo de "El Fortín" empezó en el equipo de la 'quinta división'. En ese torneo fue la figura, marcó nueve goles y lideró al plantel para alcanzar el título. En ese mismo año pasa a formar parte de la 'reserva'.
Para el 2014, el entrenador José Oscar Flores lo convoca al primer equipo, debutando en la Primera División de Argentina con un gol marcado al equipo de Rosario Central. Compartiendo el equipo con Mauro Zárate y Lucas Pratto.
A mediados del 2015 se marcha a préstamo la Universidad Católica clasificando a la Copa Sudamericana 2016.
A inicios del 2017 fue cedido a préstamo al Club Deportivo Universidad San Martín por una temporada, fue una de sus mejores temporadas dejando una grata impresión en el fútbol peruano. Anotó 7 goles en la temporada.
Luego de su gran año en Perú el 29 de enero de 2018, el Atlante de México anuncia su fichaje por una temporada y media.
A finales del 2019 es confirmado como nuevo refuerzo del Cafetaleros de Chiapas para el torneo Clausura 2020 de la Liga de Ascenso de México.
Fue oficializado por toda la temporada 2020 por el Club Deportivo Universidad César Vallejo donde fue un pedido exclusivo de José Guillermo del Solar quien lo dirigió en la San Martín. Además, logró clasificar a la Copa Libertadores 2021, con el trascurrir de los años sería uno de los futbolistas más importantes del cuadro poeta, anotando un total de 37 goles. A finales del 2024 se descendería de categoría.

### Universitario de Deportes
El 3 de diciembre fue presentado en Universitario de Deportes, firmando por una temporada en condición de préstamo.Su debut oficial se dio el 10 de febrero, por la primera fecha del Torneo Apertura frente a Comerciantes Unidos, debutando con gol en el empate de 1 a 1.

## Selección

### Categorías inferiores
Ha sido internacional con la selección sub-20 en 4 ocasiones.

#### Participaciones en Sudamericanos
| Campeonato                  | Sede    | Resultado    | Partidos | Goles |
| --------------------------- | ------- | ------------ | -------- | ----- |
| Sudamericano Sub-20 de 2015 | Uruguay | Primera fase | 4        | 0     |

## Estadísticas

### Clubes
Actualizado al último partido disputado el 17 de agosto de 2025.
| Club                             | Div.          | Temporada     | Liga  | Liga  | Copas nacionales | Copas nacionales | Copas internacionales | Copas internacionales | Total | Total |
| Club                             | Div.          | Temporada     | Part. | Goles | Part.            | Goles            | Part.                 | Goles                 | Part. | Goles |
| -------------------------------- | ------------- | ------------- | ----- | ----- | ---------------- | ---------------- | --------------------- | --------------------- | ----- | ----- |
| River Ecuador · Ecuador          | 2.ª           | 2012          | 2     | 0     | —                | —                | —                     | —                     | 2     | 0     |
| River Ecuador · Ecuador          | 2.ª           | 2013          | 5     | 2     | —                | —                | —                     | —                     | 5     | 2     |
| River Ecuador · Ecuador          | Total club    | Total club    | 7     | 2     | 0                | 0                | 0                     | 0                     | 7     | 2     |
| Vélez Sarsfield Argentina        | 1.ª           | 2013-14       | 1     | 1     | 0                | 0                | —                     | —                     | 1     | 1     |
| Vélez Sarsfield Argentina        | 1.ª           | 2014          | 1     | 0     | 0                | 0                | 0                     | 0                     | 1     | 0     |
| Vélez Sarsfield Argentina        | 1.ª           | 2016          | 0     | 0     | 0                | 0                | —                     | —                     | 0     | 0     |
| Vélez Sarsfield Argentina        | Total club    | Total club    | 2     | 1     | 0                | 0                | 0                     | 0                     | 2     | 1     |
| Universidad Católica · Ecuador   | 1.ª           | 2015          | 4     | 0     | —                | —                | 0                     | 0                     | 4     | 0     |
| Universidad Católica · Ecuador   | Total club    | Total club    | 4     | 0     | 0                | 0                | 0                     | 0                     | 4     | 0     |
| Universidad San Martín · Perú    | 1.ª           | 2017          | 41    | 7     | —                | —                | —                     | —                     | 41    | 7     |
| Universidad San Martín · Perú    | Total club    | Total club    | 41    | 7     | 0                | 0                | 0                     | 0                     | 41    | 7     |
| Atlante · México                 | 2.ª           | 2017-18       | 7     | 0     | —                | —                | —                     | —                     | 7     | 0     |
| Atlante · México                 | 2.ª           | 2018-19       | 30    | 5     | 2                | 0                | —                     | —                     | 32    | 5     |
| Atlante · México                 | Total club    | Total club    | 37    | 5     | 2                | 0                | 0                     | 0                     | 39    | 5     |
| Cafetaleros · México             | 2.ª           | 2019-20       | 12    | 2     | 4                | 1                | —                     | —                     | 16    | 3     |
| Cafetaleros · México             | Total club    | Total club    | 12    | 2     | 4                | 1                | 0                     | 0                     | 16    | 3     |
| Universidad César Vallejo · Perú | 1.ª           | 2020          | 23    | 5     | —                | —                | —                     | —                     | 23    | 5     |
| Universidad César Vallejo · Perú | 1.ª           | 2021          | 20    | 5     | 0                | 0                | 1                     | 0                     | 21    | 5     |
| Universidad César Vallejo · Perú | 1.ª           | 2022          | 30    | 9     | —                | —                | 1                     | 0                     | 31    | 9     |
| Universidad César Vallejo · Perú | 1.ª           | 2023          | 33    | 3     | —                | —                | 6                     | 2                     | 39    | 5     |
| Universidad César Vallejo · Perú | 1.ª           | 2024          | 31    | 10    | —                | —                | 6                     | 3                     | 37    | 13    |
| Universidad César Vallejo · Perú | Total club    | Total club    | 137   | 32    | 0                | 0                | 14                    | 5                     | 151   | 37    |
| Universitario de Deportes · Perú | 1.ª           | 2025          | 18    | 3     | 0                | 0                | 7                     | 0                     | 25    | 3     |
| Universitario de Deportes · Perú | Total club    | Total club    | 18    | 3     | 0                | 0                | 7                     | 0                     | 25    | 3     |
| Total carrera                    | Total carrera | Total carrera | 258   | 52    | 6                | 1                | 21                    | 5                     | 285   | 58    |
| 1. 2.                            |               |               |       |       |                  |                  |                       |                       |       |       |

## Palmarés

### Campeonatos nacionales
| Título              | Club            | Año  |
| ------------------- | --------------- | ---- |
| Supercopa Argentina | Vélez Sarsfield | 2013 |

### Distinciones individuales
| Distinción                                                                | Año  |
| ------------------------------------------------------------------------- | ---- |
| Preseleccionado como volante en el mejor once de la Liga 1 según la SAFAP | 2020 |
| Equipo ideal de la Liga 1 según Dechalaca.com                             | 2020 |